# Hapalopilus sibiricus
Hapalopilus sibiricus är en svampart som beskrevs av Núñez, Parmasto & Ryvarden 2001. Hapalopilus sibiricus ingår i släktet Hapalopilus och familjen Polyporaceae.   Inga underarter finns listade i Catalogue of Life.